# Muhammad Yunis al-Qadi
Muhammad Yunus al-Qadi (in arabo محمد يونس القاضي‎?; Nakhila, 1º luglio 1888 – Il Cairo, 1969) è stato un letterato egiziano.

## Biografia
Nato nel villaggio di Nakhīla (Governatorato di Asyut) è considerato in patria uno dei principali letterati egiziani, autore di 58 opere teatrali. È altresì noto per essere stato uno dei due compositori dell'inno nazionale del suo Paese, ufficializzato nel 1979 dal Presidente della Repubblica Anwar al-Sadat. Politicamente era vicino alle posizioni del leader nazionalista Mustafa Kamil, fondatore del Partito Nazionale.